# Јарислеј Силва
Јарислеј Силва Родригез (шп. Yarisley Silva Rodríguez; 1. јун 1987.) је кубанска атлетичарка која је освојила сребрну медаљу на Оимпијским играма 2012. у скоку мотком.

## Каријера

### Рана каријера
Рођена у Пинар дел Рију, Силва је почела да се такмичи у скоку с мотком од своје дванаесте године. Многе жене у њеној породици су се бавиле атлетиком, а њена мајка је била бацачица копља. Упркос снажној традицији у атлетици, скок с мотком је дисциплина у којој Куба, до тада, никада није била успешна. Као резултат тога, Силва се брзо етаблирала на националном нивоу већ са својих шеснаест година. 2004. први пут је прескочила четири метра, што је тада био јуниорски рекорд Централне Америке и Кариба. Поправила је рекорд на 4.10 м 2005. године.
Силва је завршила 2006. годину поправивши регионални јуниорски рекорд на 4,20 м. У својој првој години сениорског такмичења освојила је бронзу на Панамеричким играма 2007. Тада је и оборила рекорд Централне Америке и Кариба са висином од 4,30 м. Поправила се на 4,50 м почетком 2008.

### Међународни успеси и олимпијска медаља
2011. је обарала свој лични рекорд у пет наврата, поправљајући се са 4.55 м на 4,75 м током године.
На Светском првенству 2011. освојила је пето место у финалу са регионалним рекордним скоком од 4,70 м. На Панамеричким играма 2011. Силва је победила светску шампионку Фабијану Мурер прескочивши рекордних 4,75 м.
Силва је била седма на Светском првенству у дворани 2012. На Олимпијским играма у Лондону 2012. изједначила је свој лични рекорд од 4,75 м у финалу скока с мотком за друго место иза Џен Сур. Сребрна медаља Јарислеј Силве била је прва олимпијска медаља у скоку с мотком за једну латиноамеричку атлетичарку.
Силва је 26. априла 2013. поправила свој рекорд, победивши са 4,85 м испред Џен Сур. Силва је убрзо прескочила и 4,90 у Хенгелу. Освојила је бронзану медаљу на Светском првенству у Москви скоком од 4,82 м, иза Јелене Исинбајеве и Џен Сур.
Силва је током зиме 2014. постала светска првакиња на Светском првенству у дворани одржаном у Сопоту. Касније је освојила светску титулу на отвореном на Светском првенству 2015. у Пекингу, прескочивши 4,90 м. Освојила је бронзану медаљу на Светском првенству 2017. у Лондону.

## Међународна такмичења
| Година              | Такмичење                    | Место                           | Позиција            | Дисциплина          | Резултат            | Белешка             |
| Представљајући Кубу | Представљајући Кубу          | Представљајући Кубу             | Представљајући Кубу | Представљајући Кубу | Представљајући Кубу | Представљајући Кубу |
| ------------------- | ---------------------------- | ------------------------------- | ------------------- | ------------------- | ------------------- | ------------------- |
| 2006                | Светско првенство за јуниоре | Пекинг, Кина                    | –                   | Скок мотком         | Без резултата       |                     |
| 2007                | Панамеричке игре             | Рио де Жанеиро, Бразил          | 3.                  | Скок мотком         | 4.30 м              |                     |
| 2008                | Олимпијске игре              | Пекинг, Кина                    | 27.                 | Скок мотком         | 4.15 м              |                     |
| 2011                | Светско првенство            | Даегу, Јужна Кореја             | 5.                  | Скок мотком         | 4.70 м              |                     |
| 2011                | Панамеричке игре             | Гвадалахара, Мексико            | 1.                  | Скок мотком         | 4.75 м              |                     |
| 2012                | Светско првенство у дворани  | Истанбул, Турска                | 7.                  | Скок мотком         | 4.55 м              |                     |
| 2012                | Олимпијске игре              | Лондон, Уједињено Краљевство    | 2.                  | Скок мотком         | 4.75 м              |                     |
| 2013                | Светско првенство            | Москва, Русија                  | 3.                  | Скок мотком         | 4.82 м              |                     |
| 2014                | Светско првенство у дворани  | Сопот, Пољска                   | 1.                  | Скок мотком         | 4.70 м              |                     |
| 2015                | Панамеричке игре             | Торонто, Канада                 | 1.                  | Скок мотком         | 4.85 м              |                     |
| 2015                | Светско првенство            | Пекинг, Кина                    | 1.                  | Скок мотком         | 4.90 м              |                     |
| 2016                | Олимпијске игре              | Рио де Жанеиро, Бразил          | 7.                  | Скок мотком         | 4.60 м              |                     |
| 2017                | Светско првенство            | Лондон, Уједињено Краљевство    | 3.                  | Скок мотком         | 4.65 м              |                     |
| 2018                | Светско првенство у дворани  | Бирмингем, Уједињено Краљевство | 7.                  | Скок мотком         | 4.60 м              |                     |
| 2019                | Панамеричке игре             | Лима, Перу                      | 1.                  | Скок мотком         | 4.75 м              |                     |
| 2019                | Светско првенство            | Доха, Катар                     | 11.                 | Скок мотком         | 4.70 м              |                     |
| 2021                | Олимпијске игре              | Токио, Јапан                    | 8.                  | Скок мотком         | 4.50 м              |                     |